# Mellicta limera
Mellicta limera är en fjärilsart som beskrevs av Hans Fruhstorfer 1917. Mellicta limera ingår i släktet Mellicta och familjen praktfjärilar. Inga underarter finns listade i Catalogue of Life.